# Great Crosby
Great Crosby är en stadsdel i Crosby, i distriktet Sefton, i grevskapet Merseyside, i England. Great Crosby var en civil parish från 1866 till 1974. Civil parish hade 26 982 invånare år 1951. Great Crosby var ett distrikt från 1894 till 1937 då den blev en del av Crosby.